# بالاژ اردیی
بالاژ اِردِیی (مجاری: Erdélyi Balázs؛ زادهٔ ۱۶ فوریهٔ ۱۹۹۰) بازیکن واترپلو اهل مجارستان است.
وی در مسابقات کشوری و بین‌المللی در مجموع برندهٔ ۲ مدال طلا، ۲ مدال نقره، ۲ مدال برنز شده‌است.